# Морон де ла Фронтера
Морон де ла Фронтера (на испански: Morón de la Frontera) е населено място и община в Испания. Намира се в провинция Севиля, в състава на автономната област Андалусия. Общината влиза в състава на района (комарка) Кампиния де Морон и Марчена. Заема площ от 432 km². Населението му е 28 467 души (по преброяване от 2010 г.). Разстоянието до административния център на провинцията е 65,9 km.
За покровител на гарада се смята Инмакулад Консепсион.

## Демография
| 1996   | 1998   | 1999   | 2000   | 2001   | 2002   | 2003   | 2004   | 2005   | 2006   |
| ------ | ------ | ------ | ------ | ------ | ------ | ------ | ------ | ------ | ------ |
| 28 303 | 28 232 | 28 207 | 28 000 | 27 838 | 27 786 | 27 944 | 27 942 | 28 117 | 28 295 |